# Damián Steinert
Héctor Damián Steinert (Paraná, 25 febbraio 1986) è un ex calciatore argentino, di ruolo attaccante.

## Carriera
Ha giocato nella massima serie dei campionati argentino, turco e paraguaiano.